# Hieracium greenei
Hieracium greenei es una especie de planta con flor del género Hieracium, de la familia Asteraceae, orden Asterales.

## Distribución
Hieracium greenei se distribuye por Estados Unidos.

## Taxonomía
Fue descrita científicamente por A. Gray.
Tratamiento taxonómico
La especie aparece registrada y publicada en Proc. Amer. Acad. Arts.